# Asby, Ydre kommun
Asby är en småort och tidigare tätort i Ydre kommun i Östergötlands län samt kyrkby i Asby socken. 
Asby är beläget utmed länsväg 131 mellan Tranås och Österbymo. 

## Historia
I Asby finns ett gravfält och fornåkrar från järnåldern. Man har även funnit föremål från järnåldern.
Kyrkan uppfördes under 1200-talet. Förleden as syftar alltså på den rullstensås där kyrkan är belägen. Efterleden by är detsamma som gård, by. Byn och kyrkan ligger två kilometer söder om Sommens sydligaste vik, Asbyfjärden, på den mäktiga ås som sträcker sig från denna vik och söder ut ner mot Sundssjöarna. Längs denna ås ledde ett av Ydres urgamla och viktigaste vandrarstråk.
I skrift omtalas kyrkbyn första gången 1363 då ett fastebrev utfärdas här. 1383 skänktes "Bredgården" i Asby till Asby prästbord i ett testamente och 1434 skänktes även  "Nørdeste gardin" i Asby till Asby kyrka. Sten Sture den äldre bytte 1472 bort en gård han ägde i Asby till Gustav Karlsson (Gumsehuvud). Den 1524 omtalade prästgården vars läge inte anges låg med all förmodan i Asby. Gustav Vasa hade senast från 1541 en arv och egetgård i Asby som ingick i Salvarps rättardöme. 1559 sägs även torpet Humlakulle ligga under gården. I samband med syn 1699 bestod Asby av prästgård och klockargård vid kyrkan, samt ett flertal torp och två kvarnar i utkanterna av ägorna. I samband med storskiftet 1790 låg båda mantalen under kyrkoherdebostället. Därutöver fanns torpen Klockargården, Qvarnstugan, Sandstugan, Hultarp, Lid, Hultstugan, Alarptorpet jämte Sörbyn med två gårdar. Laga skifte förrättades först 1937. 

### Administrativa tillhörigheter
Asby var och är kyrkby i Asby socken som ingick i Ydre härad. Asby ingick i Asby landskommun från 1863 till 1951 och var då dess administrativa centrum. Mellan 1952 och 1970 ingick Asby i Ydre storkommun för att sedan 1971 ingå i Ydre kommun, och från 2006 i Asby distrikt. 
Asby har till 2009 tillhört Asby församling, och ingår därefter i området för Norra Ydre församling. 
Asby ingick från 1778 till 1963 i Kinda och Ydre domsaga och därefter i Linköpings domsaga.

### Befolkningsutveckling
| Befolkningsutvecklingen i Asby 1960–2015                                                                   | Befolkningsutvecklingen i Asby 1960–2015 | Befolkningsutvecklingen i Asby 1960–2015 | Befolkningsutvecklingen i Asby 1960–2015 | Befolkningsutvecklingen i Asby 1960–2015 |
| --- | ---------------------------------------- | ---------------------------------------- | ---------------------------------------- | ---------------------------------------- |
| |                                          |                                          |                                          |                                          |
| År |                                          |                                          | Folkmängd                                | Areal (ha)                               |
| 1960 | 1960                                     |                                          | 179                                      | ¤                                        |
| 1975 | 1975                                     |                                          | 205                                      | 30                                       |
| 1980 | 1980                                     |                                          | 207                                      | 30                                       |
| 1990 | 1990                                     |                                          | 204                                      | 33                                       |
| 1995 | 1995                                     |                                          | 200                                      | 33                                       |
| 2000 | 2000                                     |                                          | 197                                      | 33#                                      |
| 2005 | 2005                                     |                                          | 189                                      | 33#                                      |
| 2010 | 2010                                     |                                          | 177                                      | 33#                                      |
| 2015 | 2015                                     |                                          | 186                                      | 34#                                      |
| Anm.: Ny tätort 1975. Upphörde som tätort 2000. ¤ Som tätortsbebyggelse med 150-199 invånare # Som småort. |                                          |                                          |                                          |                                          |

## Samhället
Byns äldre delar ligger utmed länsväg 131 och på rullstensåsen i nordsydlig sträckning. Norr om Asby kyrka ligger Asbys gamla skola, nedlagd 2009, där nu Asby Speedwaymuseum huserar. I anslutning till skolbyggnaden finns en förskola ett fritidshem och en idrottsplan. Nordväst om kyrkan återfinns församlingshemmet och Andrew Petersons emigrantmuseum. Söder om kyrkan ligger några affärer. Utmed Asby Lidväg som går österut från affärsområdet återfinns flera relativt nyuppförda småhus och Ekparkskyrkan som tillhör Equmeniakyrkan och Evangeliska Frikyrkan.

## Idrott
Asby IF är en fotbollsklubb och deras hemmamatcher spelas på Bryggvallen som ligger en kilometer norr om orten. Laget har röda tröjor och vita byxor och röda strumpor, ungefär som Danmarks landslag.
Strax öster om orten finns en slalombacke.